# المناوشات الحدودية بين الصين والهند 2020
المناوشات الحدودية بين الصين والهند 2020. منذ 5 مايو 2020، أفادت التقارير أن القوات الصينية والهندية قد انخرطتا في مواجهات ومُناوشات في مواقع متعددة على طول الحدود الصينية الهندية. حيث وقعت مناوشات بالقرب من بحيرة بانغونق في لاداخ وممر ناتولا بين سيكيم ومنطقة التبت. بالإضافة إلى ذلك، المواجهات مستمرة في مواقع متعددة في شرق ولاية لداخ، على طول خط السيطرة الفعلية الذي تم تحديده بعد نهاية الحرب الصينية الهندية لسنة 1962. أحدث هذه المُناوشات كان في وادي نهر غالوان، حيث اعترضت القوات الصينية على بناء الهند طريقا داخل الأراضي الهندية.
قُتل 20 جنديًّا هنديًّا في اشتباكات مع جنود صينيين، والجدير بالذكر أن الاشتباكات كانت بالعصي والهراوات وقضبان مزودة بمسامير ولم يكن هناك إطلاق نار. أكدت وزارة الدفاع الصينية وجود خسائر على جانبها، لكنها رفضت التصريح بأرقام.
وسط المواجهة عززت الهند المنطقة الحدودية التابعة لها بـ 12.000 عامل إضافي من شأنه أن يساعد في استكمال تطوير البنية التحتية الهندية. غادر أول قطار مع أكثر من 1.600 عامل غادروا جهارخاند في 14 يونيو 2020 إلى أودمبور، حيث يقومون بمساعدة منظمة الطرق الحدودية الهندية على الحدود الصينية الهندية. افترض الخبراء أن المواجهة هي تدابير وقائية صينية في الاستجابة لمشروع البنية التحتية للطرق دربوك - شيوك - دي بي أه في لاداخ، كما قام الصينيون على نطاق واسع بتطوير بنيتهم التحتية في هذه المناطق الحدودية المتنازع عليها.
كان إلغاء الوضع الخاص لجامو وكشمير في أغسطس 2019 من قبل الحكومة الهندية قد أزعج الصينيين. ولكن أكدت كل من الهند والصين أن هناك آليات ثنائية كافية لحل الوضع من خلال الدبلوماسية الهادئة. بعد مناوشات وادي جالوان في 15 يونيو قال العديد من المسؤولين الحكوميين الهنود إن التوترات الحدودية لن تؤثر على التجارة بين الهند والصين على الرغم من بعض الحملات الهندية حول مقاطعة المنتجات الصينية.

## الأسباب
تم الاستشهاد بعدة أسباب كمحفز لهذه المناوشات. قال الأستاذ في معهد ماساتشوستس للتكنولوجيا تايلور فرافيل أن هذا كان رد فعل من الصين على تطوير البنية التحتية الهندية في لاداخ ولا سيما طريق داربوك - شيوك - دي بي أو. وأضاف أنه كان عرضًا لقوة الصين وسط جائحة كوفيد 19 الذي أضر بالاقتصاد الصيني والسمعة الدولية. ربط وانغ شيدا من معهد الصين للعلاقات الدولية المعاصرة التوترات الحدودية الحالية بقرار الهند بإلغاء المادة 370 وتغيير وضع جامو وكشمير في عام 2019. على الرغم من أن برافين ساوني اتفق مع وانغ إلا أنه افترض أن خطاب برلماني من قبل أميت شاه قد يكون من الممكن أنه أزعج الصينيين. أعلن شاه في الخطاب أن أكساي تشين جزء من أراضي اتحاد لاداخ. علاوة على ذلك دفع تشعب قضية جامو وكشمير في 2019 العديد من كبار وزراء حزب بهاراتيا جانتا وآخرهم في مايو 2020 إلى الادعاء بأن كل ما تبقى الآن هو أن تستعيد الهند جيلجيت بالتستان. كما صرح الدبلوماسي الهندي غوتام بامباوالي أن تحركات نيودلهي في أغسطس 2019 المتعلقة بجامو وكشمير أزعجت بكين. قال سفير الهند السابق لدى الصين أشوك كانثا إن هذه المناوشات كانت جزءًا من التأكيد الصيني المتزايد على كل من الحدود الهندية الصينية وبحر الصين الجنوبي. أشار الدبلوماسي الهندي فونتشوك ستوبدان إلى حدوث تحول استراتيجي أكبر وأن الهند يجب أن تكون في حالة تأهب. وقال اللفتنانت جنرال المتقاعد بالجيش الهندي سيد عطا حسنين إن المناوشات كانت رسائل إستراتيجية لما بعد كوفيد من الصين إلى جيرانها، مما سيجعل الهند تعطي الأولوية لقطاع الهيمالايا فوق منطقة المحيط الهندي البحرية، وهي منطقة أكثر عرضة للصينيين.

## وقائع الأحداث

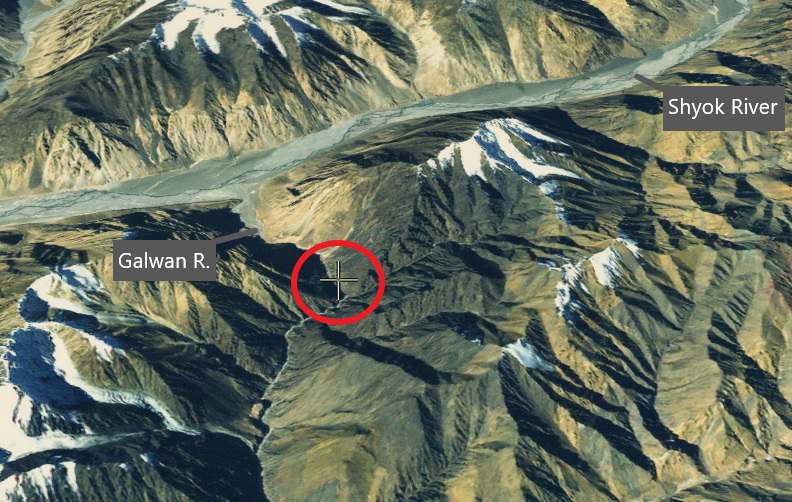
موقع اشتباك جالوان 2020.

ذكر تقرير صادر في يونيو 2020 من مؤسسة كارنيغي للسلام الدولي أن الصين تبذل جهودًا متزامنة للسيطرة على أراضٍ في مواقع متعددة على طول الحدود الصينية الهندية. نشبت مواجهات ومناوشات وتجاوزات في بانغونق تسو والينابيع الحارة ووادي غالوان وكونغرانغ نالا وديبسانغ وتل غورونغ وريتشين لا في لداخ؛ وفي سيكيم. وسط محادثات خفض التصعيد في لداخ، فتحت الصين في 29 يونيو 2020 جبهة جديدة في النزاع الحدودي بادعائها للمرة الأولى أن محمية ساكتنغ الطبيعية تقع في المنطقة المتنازع عليها في منطقة تراشيغانغ في بوتان. خلال أواخر يوليو وأوائل أغسطس، ظهرت تقارير عن بدء جيش التحرير الشعبي الصيني بتعزيز مواقعه وتجميع قواته في مواقع أخرى غير لداخ مثل ممر ليبولاخ في أوتاراخند وأجزاء من شمال سيكيم وأروناتشال براديش. بعد الاشتباك في وادي غالوان، نشرت الهند سفينة حربية في بحر الصين الجنوبي. في 20 يناير، أُبلغ عن أول اشتباك حدودي يحدث في عام 2021 وأُشير إليه على أنه اشتباك حدودي بسيط في سيكيم.

### بانغونق تسو
في 5 مايو، بدأت المواجهة الأولى باشتباك بين الجنود الهنود والجنود الصينيين على أحد شواطئ بانغونق تسو وهي بحيرة مشتركة بين الهند والتبت، مع مرور خط السيطرة الفعلية عبر الصين. أظهر مقطع فيديو جنودًا من كلا البلدين يتعاركون بالأيدي ويتراشقون بالحجارة على طول خط السيطرة الفعلية. في 10/11 مايو وقع اشتباك آخر، وأصيب جنود من كلا الطرفين بجروح. أفادت وسائل الإعلام الهندية أن نحو 72 جنديًا هنديًا أصيبوا في المواجهة في بانغونق تسو، ووجب نقل بعضهم جوًّا إلى المستشفيات في لياه وتشاندي ماندير ودلهي. وفقًا لصحيفة ديلي تلغراف ومصادر أخرى، استولت الصين بين مايو ويونيو 2020 على 60 كيلومترًا مربعًا (23 ميلًا مربعًا) من الأراضي التي تحرسها الدوريات الهندية. بحلول نهاية أغسطس، أُفيد أنه وفقًا للمدخلات الاستخباراتية التي قُدِّمت للحكومة المركزية الهندية، سيطرت الصين على 65 كيلومترًا مربعًا (25 ميلًا مربعًا) في هذه المنطقة.
بحلول 27 يونيو، ورد أن الصين كثّفت وجودها العسكري على ضفتي بانغونق تسو الشمالية والجنوبية، وعززت مواقعها بالقرب من فينغر 4 (على عكس ما كان عليه الوضع الراهن في أبريل)، وبدأت حتى في بناء مهبط للمروحيات وملاجئ ودشم عسكرية. تظهر صور الأقمار الصناعية التي التقطتها بلانيت لابز في الفترة من 12 إلى 26 يونيو أن الجيش الصيني زاد البنية التحتية بين فينغر 4 وفينغر 5 على نطاق هائل، تضمن ذلك الخيام والخنادق وخزانات المياه والمعدات والمركبات المتمركزة وبعض المباني المموهة. وأظهرت صور بلانيت لابز أيضًا المنطقة وقد كُتب عليها الاسم الماندرايني الصيني للصين «Zhongguo» إلى جانب خريطة الصين الحالية على شاطئ البحيرة بين فينغر 4 و 5. لدى كلا البلدين عدد من الزوارق عالية القدرة لتسيير دوريات في بحيرة بانغونق التي ترتفع 13,900 قدم فوق مستوى سطح البحر. كان الجيش الهندي قد كلّف العديد من الزوارق مسبقًا بتسيير الدوريات، ومع ذلك استُدعيت البحرية الهندية في يوليو 2020 لمجاراة وجود زوارق الاقتحام الصينية تايب 928 بي في البحيرة. في الأسبوع الأول من سبتمبر، وفقًا لتقارير وسائل الإعلام الهندية نقلًا عن مسؤول حكومي، أطلق كلا الطرفين «من 100 إلى 200 طلقة تحذيرية» على الضفة الشمالية لبحيرة بانغونق.

### قطاع تشوشول
في 29-30 أغسطس، امتدت المناوشات إلى الشاطئ الجنوبي لبانغونق تسو بالقرب من قرية تشوشول في لداخ. قال متحدث باسم الجيش الهندي إن جيش التحرير الشعبي الصيني نفّذ تحركات عسكرية استفزازية ليلة 29/30 أغسطس على طول الضفة الجنوبية لبانغونق تسو وإن الرد الهندي أجهض تحركاتهم إذ سيطروا بسرعة على مناطق أعلى في خطوة دفاعية دون وقوع أعمال عنيفة. غيّر الجيش الهندي مواقع قواته في المنطقة كإجراء احترازي لمنع تدخل جيش التحرير الشعبي مستقبلًا. ونفى المتحدث باسم وزارة الخارجية الصينية تشاو ليجيان حدوث أي تدخل من جانب جيش التحرير الشعبي في الأراضي الهندية. اتَّهم المتحدث باسم قيادة المسرح الغربي تشانغ شويلي الجيشَ الهندي بالاستفزاز وانتهاك السيادة الإقليمية للصين. عُقد اجتماع حدودي على مستوى قادة الألوية لحلحلة القضية. بحلول 3 سبتمبر 2020، ذكرت وسائل الإعلام الهندية أن القوات الهندية سيطرت على العديد من المرتفعات على الضفة الجنوبية لبانغونق تسو. تشمل المرتفعات المذكورة ريزانغ لا وريكين لا والقمة السوداء وهانان وهيلميت وتل غورونغ وتل غوركا وتل ماغار. تقع بعض هذه المرتفعات في المنطقة الرمادية لخط السيطرة الفعلية وتطل على المعسكرات الصينية.
في 4 سبتمبر 2020، خلال الاجتماع رفيع المستوى بين الصين والهند في موسكو، أُبلغ عن وضع هجومي من ريتشين لا في قطاع تشوشول. وشوهدت أيضًا قوات جيش التحرير الشعبي تنقل مدفعًا مضادًا للطائرات إلى القمة السوداء. وفقًا للتقارير الهندية حاولت قوات جيش التحرير الشعبي الاقتراب من المواقع الهندية في موخباري في 7 سبتمبر 2020 الساعة 6:15 مساءً. ونُشرت صور لجنود جيش التحرير الشعبي وهم يحملون الرماح والمناجل والبنادق؛ كان هذا أول دليل فوتوغرافي يُنشر على العلن عن استخدام القوات الصينية مثل هذه الأسلحة. استخدم الجنود الهنود الذين يسيطرون على المرتفعات الأضواء الغامرة ومكبرات الصوت لثني قوات جيش التحرير الشعبي عن الاقتراب. ذكرت التقارير الهندية أن قوات جيش التحرير الشعبي أطلقت آنذاك من 10 إلى 15 طلقة. لكن متحدثًا باسم جيش التحرير الشعبي زعم أن القوات الهندية أطلقت طلقات تحذيرية على القوات الصينية. وزعم المتحدث باسم قيادة المسرح الغربي بجيش التحرير الشعبي أن الجيش الهندي قد عبر خط السيطرة الفعلية لدخول «منطقة جبل شينباو». في 8 سبتمبر، ألقت كل من الهند والصين اللوم على الأخرى لإطلاق طلقات تحذيرية. كانت هذه المرة الأولى التي يحدث فيها تبادل إطلاق أعيرة نارية بين الهند والصين منذ 45 عامًا، ففي عام 1975 فتح الصينيون النار على دورية آسام رايفلز في تولونغ لا في أروناتشال براديش. أفادت وسائل الإعلام الهندية أيضًا أن القوات الهندية أطلقت طلقات تحذيرية على جيش التحرير الشعبي في 30 أغسطس لمنعهم من تغيير الوضع الراهن على الضفة الجنوبية لبانغونق تسو. نصبت القوات الهندية حواجز من الأسلاك الشائكة حول مواقعها.
نفت مصادر حكومية هندية سيطرتها على قمة هيلميت والقمة السوداء. وذكرت أنه من الممكن المضي قدمًا في «أي مسار».

### سيكيم
وفقًا لتقارير وسائل الإعلام الهندية، حدثت مناوشات طفيفة في 10 مايو بين القوات الهندية والصينية في موغوثانغ وناكو لا وسيكيم. تضمنت الحادثة عراكًا بين عشرات الجنود، وتراشق الطرفان المتنازعان بالحجارة. أصيب عدد قليل من الجنود من كلا الطرفين. قال متحدث باسم القيادة الشرقية للجيش الهندي إن المشكلة «حُلَّت بعد حوار وتفاعل على المستوى المحلي» وإن «المواجهات المؤقتة والسريعة بين حرس الحدود تحدث بسبب عدم البت في مسألة الحدود. وعادة ما تحلّ القوات مثل هذه المسائل باستخدام البروتوكولات الموضوعة من الطرفين». لم تكشف الصين عن تفاصيل الحادثة، ولم تعلق وزارة الدفاع الصينية عليها. لكن وزارة الخارجية قالت إن «الجنود الصينيين حافظوا دائمًا على السلام والهدوء على طول الحدود».

## الاستجابة الاقتصادية
في شهر مايو ورداً على المناوشات الحدودية ناشد المهندس الهندي سونام وانجشوك الهنود بـ «استخدام قوتك في محافظتك» داعيًا إلى مقاطعة المنتجات الصينية. تمت تغطية هذا النداء من قبل دور الإعلام الرئيسية الهندية بدعم من مختلف المشاهير. بعد صراع وادي غالوان في 15 يونيو 2020 كانت هناك دعوات واسعة عبر الأراضي الهندية لمقاطعة البضائع الصينية. بعد مناوشات غالوان أُعلن أن السكك الحديدية الهندية ألغت عقدًا مع شركة صينية، في حين أخطرت وزارة الاتصالات بهارات سانشار نيجام المحدودة بعدم استخدام أي منتج صيني الصنع في الترقيات. ألغت مومباي عقد السكة المفردة حيث كان العارضون الوحيدون شركات صينية. بدلاً من ذلك دعوا إلى التركيز على البحث عن شريك تكنولوجي هندي بدلاً من الشريك الصيني. خضع العديد من المقاولين والشركات الصينية لفحص دقيق بعد احتكاك حدود 2020. هناك أيضًا دعوات للتأكد من عدم وصول الصينيين إلى الأسواق الاستراتيجية في الهند. قال السياسي الهندي سواديشي جاغران مانش أنه إذا كانت الحكومة جادة في جعل الهند تعتمد على نفسها فيجب عدم منح الشركات الصينية مشاريع مثل نظام دلهي - ميروت الإقليمي للنقل السريع.
على العكس من ذلك قال العديد من المسؤولين الحكوميين الهنود إن التوترات الحدودية لن يكون لها تأثير على التجارة بين البلدين. وسط زيادة وضوح الدعوات لمقاطعة البضائع الصينية في أعقاب حادثة غالوان، حذر العديد من محللي الصناعة من أن المقاطعة ستؤدي إلى نتائج عكسية بالنسبة للهند، وسوف ترسل رسالة خاطئة إلى الشركاء التجاريين، وسيكون لها تأثير محدود جدًا على الصين، حيث أن الهند على المستوى الثنائي والعالمي هي قوة تجارية أصغر نسبيًا.

## الاستجابة الدولية
عرض الرئيس الأمريكي دونالد ترامب في 27 مايو 2020 التوسط بين الصين والهند، لكن البلدان رفضتا العرض الأمريكي. كما أثار وزير الخارجية الأمريكي مايك بومبيو القضية في البودكاست، وقال إن هذه المناوشات كانت نوع الإجراءات التي تتخذها الأنظمة الاستبدادية لأن لها تأثير حقيقي وراء ما تفعله. كما أعرب إليوت إنغل رئيس لجنة الشؤون الخارجية في مجلس النواب الأمريكي، عن قلقه إزاء الوضع، وقال إن «الصين كانت تظهر كل مرة على أنها على استعداد للتنمر على جيرانها». قالت أستراليا وروسيا أنهما «قلقتان»، وأنه يجب حل القضية على أساس ثنائي بين الهند والصين. في 2 يونيو ناقش رئيس الوزراء الهندي ناريندرا مودي والرئيس دونالد ترامب حالة الحدود الصينية الهندية. في اليوم نفسه قام وزير الخارجية الهندي أيضاً بالتحدث ومناقشة الوضع مع السفير الروسي لدى الهند نيكولاي ر. كوداشيف بعد مناوشات غلوان في 15 يونيو. كما دعت الولايات المتحدة والاتحاد الأوروبي والأمم المتحدة إلى وقف التصعيد وإيجاد حل سلمي للأزمة. كما تحدث سفير الهند في روسيا إلى نائب وزير الخارجية الروسي حول الوضع.
رداً على المناوشات قام وزير خارجية جزر المالديف عبد الله شهيد، والسفراء لدى الهند ومبعوثو فرنسا وألمانيا واليابان بتغريدات تتضمن التعازي والقلق على الأرواح الهندية المفقودة بعد المناوشات. أعرب السفير الإيطالي لدى الهند فينتشينزو دي لوكا عن تعاطفه العميق مع الضحايا، مضيفًا أن «الهند والصين شريكان مهمان جدًا ليس فقط لإيطاليا، ولكن أيضًا للاتحاد الأوروبي ككل، فكلا البلدان فاعلان حاسمان للاستقرار الإقليمي والعالمي». غردت سكرتيرة وزير الخارجية الأمريكية ناقلة تعازيها لشعب الهند في الأرواح التي فقدتها، بينما قال سكرتير الرئيس الروسي ومتحدثه الصحفي ديمتري بيسكوف إنهم يقومون بمراقبة الوضع عن كثب.
في 22 يونيو ستكون هناك محادثات افتراضية بين روسيا والهند والصين، والتي قد بدأتها روسيا قبل هذا التاريخ. كانت روسيا قد حددت محادثات ثلاثية بين البلدان الثلاثة في مارس لكنها أجلتها بسبب جائحة كوفيد 19، بينما سيكون هناك تفاعل بين وزيري خارجية الصين والهند، تتوقع وسائل الإعلام منهم أن يناقشوا قضايا أخرى مثل التعاون الإقليمي والأمن وجائحة كوفيد 19 وأفغانستان وممر النقل الدولي بين الشمال والجنوب.